# Mimipochira
Mimipochira is een kevergeslacht uit de familie van de boktorren (Cerambycidae). De wetenschappelijke naam van het geslacht werd voor het eerst geldig gepubliceerd in 1956 door Breuning.

## Soorten
Mimipochira is monotypisch en omvat slechts de volgende soort:
- Mimipochira fruhstorferi Breuning, 1956